# 28. National Hockey League All-Star Game
Das 28. National Hockey League All-Star Game wurde am 21. Januar 1975 in Montréal ausgetragen. Das Spiel fand im Montréal Forum, der Spielstätte des Gastgebers Montréal Canadiens statt. Die All-Stars der Prince of Wales Conference schlugen die der Campbell Conference deutlich mit 7:1. Das Spiel sahen 16.080 Zuschauer. Syl Apps junior von den Pittsburgh Penguins wurde zum MVP gekürt. 

## Änderungen
Im Jahr 1974 wurden in die National Hockey League weitere Teams aufgenommen. Da es nun sowohl mehr Vereine gab, als auch neue geographische Schwerpunkte, entschloss man sich zu einer Neuordnung der Conferences. Aus der Eastern Conference wurde die Prince of Wales Conference und aus der Western Conference die Campbell Conference. Es war das erste All-Star Match, in dem die beiden neuen Conferences aufeinander trafen. 

## Mannschaften
| #           | Land   | Spieler         | Pos.            | Team                    |
| Torhüter    |        |                 |                 |                         |
| 1           | Kanada | Rogatien Vachon | Rogatien Vachon | Los Angeles Kings       |
| 29          | Kanada | Ken Dryden      | Ken Dryden      | Montréal Canadiens      |
| Verteidiger |        |                 |                 |                         |
| 2           | Kanada | Terry Harper    | Terry Harper    | Los Angeles Kings       |
| 3           | Kanada | Bob Murdoch     | Bob Murdoch     | Los Angeles Kings       |
| 4           | Kanada | Bobby Orr       | Bobby Orr       | Boston Bruins           |
| 5           | Kanada | Guy Lapointe    | Guy Lapointe    | Montréal Canadiens      |
| 6           | Kanada | Jerry Korab     | Jerry Korab     | Buffalo Sabres          |
| 10          | Kanada | Carol Vadnais   | Carol Vadnais   | Boston Bruins           |
| Angreifer   |        |                 |                 |                         |
| 7           | Kanada | Phil Esposito   | C               | Boston Bruins           |
| 8           | Kanada | Rick Martin     | LW              | Buffalo Sabres          |
| 12          | Kanada | Marcel Dionne   | C               | Detroit Red Wings       |
| 14          | Kanada | René Robert     | RW              | Buffalo Sabres          |
| 15          | Kanada | Denis Dupéré    | LW              | Washington Capitals     |
| 16          | Kanada | Guy Lafleur     | RW              | Montréal Canadiens      |
| 19          | Kanada | Jean Pronovost  | RW              | Pittsburgh Penguins     |
| 20          | Kanada | Don Luce        | C               | Buffalo Sabres          |
| 22          | Kanada | Joey Johnston   | LW              | California Golden Seals |
| 24          | Kanada | Terry O’Reilly  | RW              | Boston Bruins           |
| 26          | Kanada | Syl Apps junior | C               | Pittsburgh Penguins     |
| 27          | Kanada | Darryl Sittler  | C               | Toronto Maple Leafs     |

| #           | Land               | Spieler        | Pos.          | Team                  |
| Torhüter    |                    |                |               |                       |
| 1           | Kanada             | Bernie Parent  | Bernie Parent | Philadelphia Flyers   |
| 30          | Kanada             | Gary Smith     | Gary Smith    | Vancouver Canucks     |
| Verteidiger |                    |                |               |                       |
| 2           | Kanada             | Brad Park      | Brad Park     | New York Rangers      |
| 3           | Kanada             | Ed Van Impe    | Ed Van Impe   | Philadelphia Flyers   |
| 4           | Kanada             | Doug Jarrett   | Doug Jarrett  | Chicago Black Hawks   |
| 5           | Kanada             | Denis Potvin   | Denis Potvin  | New York Islanders    |
| 19          | Kanada             | Tracy Pratt    | Tracy Pratt   | Vancouver Canucks     |
| 20          | Kanada             | Jimmy Watson   | Jimmy Watson  | Philadelphia Flyers   |
| Angreifer   |                    |                |               |                       |
| 6           | Kanada             | Bill Barber    | LW            | Philadelphia Flyers   |
| 7           | Kanada             | Garry Unger    | C             | St. Louis Blues       |
| 8           | Kanada             | Jim Pappin     | RW            | Chicago Black Hawks   |
| 9           | Kanada             | Steve Vickers  | LW            | New York Rangers      |
| 10          | Kanada             | Rod Gilbert    | RW            | New York Rangers      |
| 11          | Vereinigte Staaten | Curt Bennett   | C             | Atlanta Flames        |
| 12          | Kanada             | Tom Lysiak     | C             | Atlanta Flames        |
| 16          | Kanada             | Bobby Clarke   | C             | Philadelphia Flyers   |
| 17          | Kanada             | Simon Nolet    | RW            | Kansas City Scouts    |
| 18          | Kanada             | Ed Westfall    | RW            | New York Islanders    |
| 21          | Kanada             | Stan Mikita    | C             | Chicago Black Hawks   |
| 22          | Kanada             | Dennis Hextall | C             | Minnesota North Stars |

## Spielverlauf

### Wales Conference All-Stars 7 – 1 Campbell Conference All-Stars
All Star Game MVP: Syl Apps junior (2 Tore)
| Team       | Zeit  | Stand | Torschütze      | Vorlagengeber  | Vorlagengeber  |
| 1. Drittel |       |       |                 |                |                |
|            | 9:38  | 1–0   | Syl Apps junior | Joey Johnston  | Carol Vadnais  |
|            | 12:02 | 2–0   | Don Luce        | Terry O’Reilly | Denis Dupéré   |
|            | 14:22 | 3–0   | Darryl Sittler  | Guy Lafleur    |                |
|            | 19:41 | 3–1   | Denis Potvin    | Garry Unger    |                |
| 2. Drittel |       |       |                 |                |                |
|            | 39:16 | 4–1   | Phil Esposito   | Guy Lafleur    | Bob Murdoch    |
| 3. Drittel |       |       |                 |                |                |
|            | 43:25 | 5–1   | Syl Apps junior | René Robert    | Rick Martin    |
|            | 45:43 | 6–1   | Terry O’Reilly  |                |                |
|            | 57:19 | 7–1   | Bobby Orr       | Guy Lafleur    | Darryl Sittler |

Schiedsrichter: Wally Harris 

Linienrichter: Leon Stickle, Claude Béchard 

Zuschauer: 16.080